# Comté de Phillips (Kansas)
Pour les articles homonymes, voir Comté de Phillips.
Le comté de Phillips est l’un des 105 comtés de l’État du Kansas, aux États-Unis. Fondé le 26 février 1867, il a été nommé en hommage à William Phillips, assassiné en 1856 à Leavenworth.
Siège et plus grande ville : Phillipsburg.

## Géolocalisation
|                 | Comté de Harlan (Nebraska) | Comté de Franklin (Nebraska) |
| Comté de Norton | Comté de Phillips          | Comté de Smith               |
| Comté de Graham | Comté de Rooks             |                              |